# Meyer Dolinsky
Meyer Dolinsky (Chicago, 13 ottobre 1923 – Los Angeles, 29 febbraio 1984) è stato uno sceneggiatore statunitense.

## Filmografia parziale

### Cinema
- The First Mintmaster (1955)
- The Touch of Steel (1955)
- Hot Rod Rumble (1957)
- Noi giovani (As Young as We Are) (1958)
- The Manhunter (1972)
- New York Parigi air sabotage '78 (SST: Death Flight) (1977)
- The Fifth Floor (1978)

### Televisione
- Scienza e fantasia (Science Fiction Theatre) (1956-1957; 2 episodi)
- World of Giants (1959; 2 ep.)
- Men Into Space (1959-1960; 3 ep.)
- June Allyson Show (The DuPont Show with June Allyson) (1960-1961; 3 ep.)
- Lock-Up (1960-1961; 4 ep.)
- The Outer Limits (1963-1964; 3 ep.)
- Mr. Novak (1963-1965; 5 ep.)
- The Farmer's Daughter (1964; 3 ep.)
- Il dottor Kildare (Dr. Kildare) (1965; 4 ep.)
- Gli invasori (The Invaders) (1967; 2 ep.)
- Star Trek (1968; 1 ep.)
- Hawaii Squadra Cinque Zero (Hawaii Five-O) (1969-1973; 6 ep.)
- Cannon (1972-1974; 5 ep.)